# Phantom (EP)
Pour les articles homonymes, voir Phantom.
Albums de WayV
Kick Back
(2021)
Singles
1. Phantom
Sortie : 28 décembre 2022

Phantom est le quatrième EP du boys band chinois WayV, sorti le 28 décembre 2022 sous Label V et SM Entertainment et distribué par Dreamus Company Korea. Composé de six chansons qui relèvent principalement du genre R&B avec des influences hip-hop, de trap et de musique classique, ce nouveau mini-album comprend la participation de divers auteurs-compositeurs et équipes de production qui ont déjà travaillé avec SM Entertainment, à savoir Adrian McKinnon, Mike Daley, Mitchell Owens, Ryan S. Jhun ainsi que la première collaboration avec les frères McDonough de Before You Exit. C'est aussi le premier opus du groupe à être promu avec six membres seulement, après que Lucas ait suspendu ses activités en août 2021. 

## Contexte et sortie
Après la sortie de leur troisième EP, Kick Back, en mars 2021, WayV s'est concentré sur les activités des sous-groupes. Le premier est composé de Kun et de Xiaojun, qui ont sorti le single de ballade pop "Back to You" en juin 2021, le second, composé Ten et Yangyang, ont sorti le single hip-hop "Low Low" en août. Le troisième sous-groupe est composé de Lucas et Hendery, ces derniers devaient sortir le single "Jalapeño" le même mois, mais il a été annulé en raison de la controverse liée à Lucas. Celui-ci a ensuite annoncé sur les réseaux sociaux qu'il suspendrait ses activités. En décembre 2021, les membres de WayV ont participé au troisième album studio de NCT, Universe, en enregistrant la chanson "Miracle" avec cinq membres, car Winwin était en Chine pour ouvrir son studio personnel et gérer ses activités. Le 22 novembre 2022, WayV a publié une image teaser annonçant la sortie de leur quatrième EP, Phantom, le 9 décembre. L'image ne montrait que six silhouettes, confirmant l'absence de Lucas dans l'EP. La sortie a ensuite été reportée en raison de la période de deuil national à la suite du décès de l'ancien président chinois Jiang Zemin. Le 8 décembre, le groupe a annoncé que l'EP sortirait finalement le 28 décembre. Du 29 novembre au 18 décembre, des photos et des vidéos teasers sont régulièrement postées. Deux courts clip-vidéos sont sortis, à savoir celle de la chanson "Diamonds Only" le 22 décembre ainsi que celle du titre "Good Life" le 8 janvier. Le 15 janvier, le groupe a sorti un clip-vidéo où ils chantent en direct "时间拼图 (Broken Love)".

## Chansons
L'EP s'ouvre sur le premier single éponyme "Phantom", une chanson dance pop basée sur le trap hip-hop avec des sons de cordes et un refrain appuyé de chants grégoriens. Co-composé par Adrian McKinnon, les paroles utilisent les masques comme thème lyrique principal, décrivant l'adversité et la souffrance de celle du fantôme de l'Opéra, ainsi que la volonté de lutter au lieu d'être influencé par elles. La chanson suivante "Diamonds Only" est une chanson hip-hop R&B progressive, avec des paroles assimilant les rêves et l'amour longtemps polis à des diamants brillants et précieux. Le troisième morceau "Good Life" est une chanson R&B à mid-tempo, produit par les frères McDonough du groupe de pop rock américain Before You Exit, il raconte une histoire sur le cheminement vers une vie meilleure. La chanson est suivie de la ballade "时间拼图 (Broken Love)" qui compare une histoire d'amour passée à un puzzle impossible à assembler. La cinquième chanson "Bounce Back" est une piste dance-pop avec un instrument minimal qui suit la triste histoire d'amour des chansons précédentes du groupe, "真实谎言 (Say It)", "噩梦 (Come Back)" et "Unbreakable (執迷)". La chanson suivante "Try My Luck" utilise un sample de "Requiem" de Mozart, la faisant précéder d'une sirène anti-aérienne. L'EP est ensuite clôturé par deux morceaux bonus déjà sortis précédemment : "Back to You", une ballade délicate mais forte avec une trompette et des carillons mélancoliques, ainsi que le morceau de dance hip-hop à up-tempo estival "Low Low",,.

## Promotion
Pour promouvoir sa sortie, WayV a tenu un live en direct, intitulé WayV "Phantom" Countdown, le jour de sa sortie. Une performance pré-enregistrée de "Phantom" a également été diffusée dans l'émission Music Universe K-909 sur JTBC le même jour. WayV a interprété "Phantom" avec leurs anciennes chansons "Love Talk" et "Take Off" lors du concert annuel en ligne organisé par SM Entertainment,  SMCU Palace at Kwangya. Le groupe a également interprété la version anglaise de "Phantom" sans Winwin dans diverses émissions musicales sud-coréennes. Le 10 janvier 2023, WayV a annoncé qu'il se lancerait dans une tournée mondiale de fanmeeting, en commençant par deux dates à l'Université Kyung Hee à Séoul le 11 février.

## Succès commercial
À sa sortie, le mini-album a pris la cinquième place du classement Circle Chart et a pris la 14e place du classement mensuel avec 99 019 exemplaires vendus. L'album a également fait ses débuts en prenant la quatrième place du classement des albums physiques d'Oricon avec 9 337 exemplaires vendus ainsi que la cinquième place sur le classement Billboard Japan Hot Albums.

## Liste des titres
| Phantom | Phantom                                                              | Phantom                                          | Phantom                                                                  | Phantom | Phantom | Phantom | Phantom | Phantom | Phantom |
| No      | Titre                                                                | Auteur                                           | Producteur(s)                                                            | Durée   |         |         |         |         |         |
| ------- | -------------------------------------------------------------------- | ------------------------------------------------ | ------------------------------------------------------------------------ | ------- | ------- | ------- | ------- | ------- | ------- |
| 1.      | Phantom                                                              | Pan Yan Ting                                     | JINBYJIN, Karen Poole, Sondre Nystrøm, Farida Benounis, Adrian McKinnon  | 3:47    |         |         |         |         |         |
| 2.      | Diamonds Only                                                        | Lin Xin Ye                                       | Mike Daley, Mitchell Owens, Tiyon 'TC' Mack, DEEZ                        | 3:29    |         |         |         |         |         |
| 3.      | Good Life                                                            | Zhou Wei Jie                                     | Connor McDonough, Riley McDonough, Toby McDounough, Castle               | 3:13    |         |         |         |         |         |
| 4.      | 时间拼图 (Broken Love)                                               | Pan Yan Ting                                     | ALYSA, David Simon, ron                                                  | 4:04    |         |         |         |         |         |
| 5.      | Bounce Back                                                          | Pan Yan Ting                                     | Greg Bonnick, Hayden Chapman, Adrian McKinnon                            | 3:38    |         |         |         |         |         |
| 6.      | Try My Luck                                                          | Zhou Wei Jie                                     | Mike Daley, Mitchell Owens, Michael "TruPopGod" Jiminez, Adrian McKinnon | 3:21    |         |         |         |         |         |
| 7.      | 这时烟火 (Back To You) (Bonus Track) (interprété par Kun et Xiaojun) | Xiaohan                                          | Jin Min-ho                                                               | 4:12    |         |         |         |         |         |
| 8.      | Low Low (Bonus Track) (interprété par Ten et Yangyang)               | Ryan S. Jhun, Sorana, Paris Carney, David Wilson | Ryan S. Jhun, Sorana, Paris Carney, David Wilson                         | 2:57    |         |         |         |         |         |
| 28:44   |                                                                      |                                                  |                                                                          |         |         |         |         |         |         |

## Classements

### Classements hebdomadaires
| Classement                            | Meilleure position |
| ------------------------------------- | ------------------ |
| South Korea (Circle)                  | 5                  |
| Croatia International Albums (HDU)    | 33                 |
| Hungarian Albums (MAHASZ)             | 32                 |
| Japanese Combined Albums (Oricon)     | 4                  |
| Japanese Hot Albums (Billboard Japan) | 5                  |
| Japanese Albums (Oricon)              | 4                  |

#### Classements mensuels
| Classements                  | Meilleure position |
| ---------------------------- | ------------------ |
| South Korean Albums (Circle) | 13                 |
| Japanese Albums (Oricon)     | 27                 |

## Historique de sortie
| Pays         | Date             | Format                        | Label                                            |
| ------------ | ---------------- | ----------------------------- | ------------------------------------------------ |
| Monde entier | 28 décembre 2022 | Téléchargement de musique, CD | Label V, SM Entertainment, Dreamus Company Korea |